# نانیوکی
نانیوکی (به انگلیسی: Nanyuki) شهری در استان ریفت والی واقع در کشور کنیا است که در سال ۱۹۹۹ میلادی ۳۱٫۵۷۷ نفر جمعیت داشته و جمعیت آن در سال ۲۰۰۵ میلادی به ۳۶٫۱۸۹ نفر رسیده‌است.

## علت شهرت
اين شهر بخاطر درسترسي به کوه کنیا و همچنين گذر خط استوا از وسط ان شهرت دارد

## نگارخانه

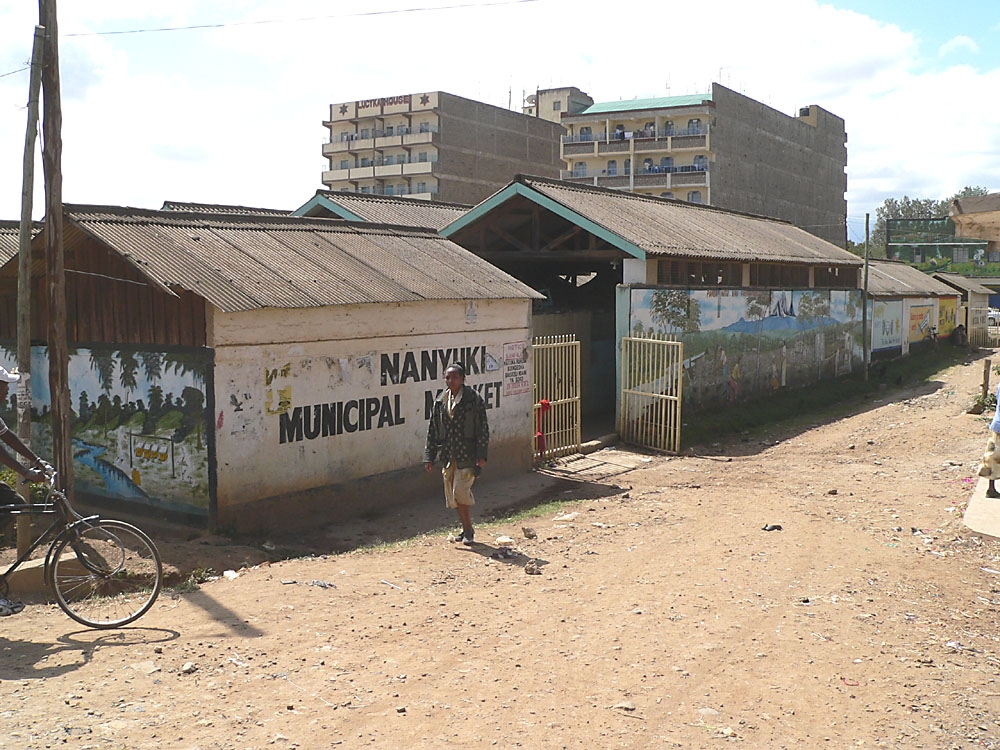
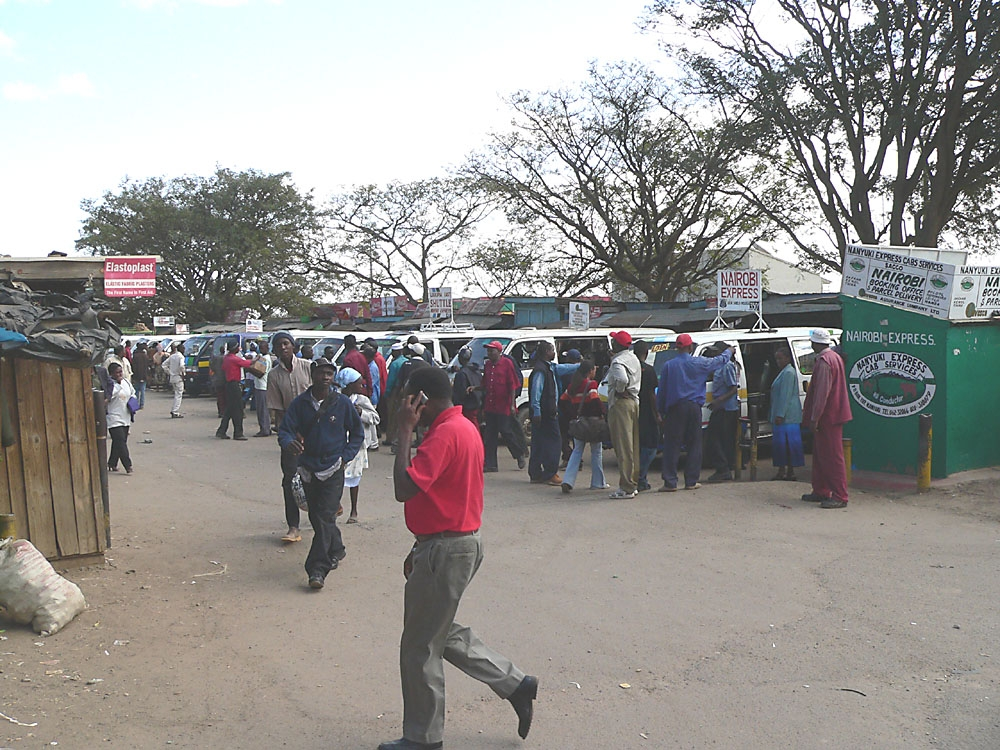
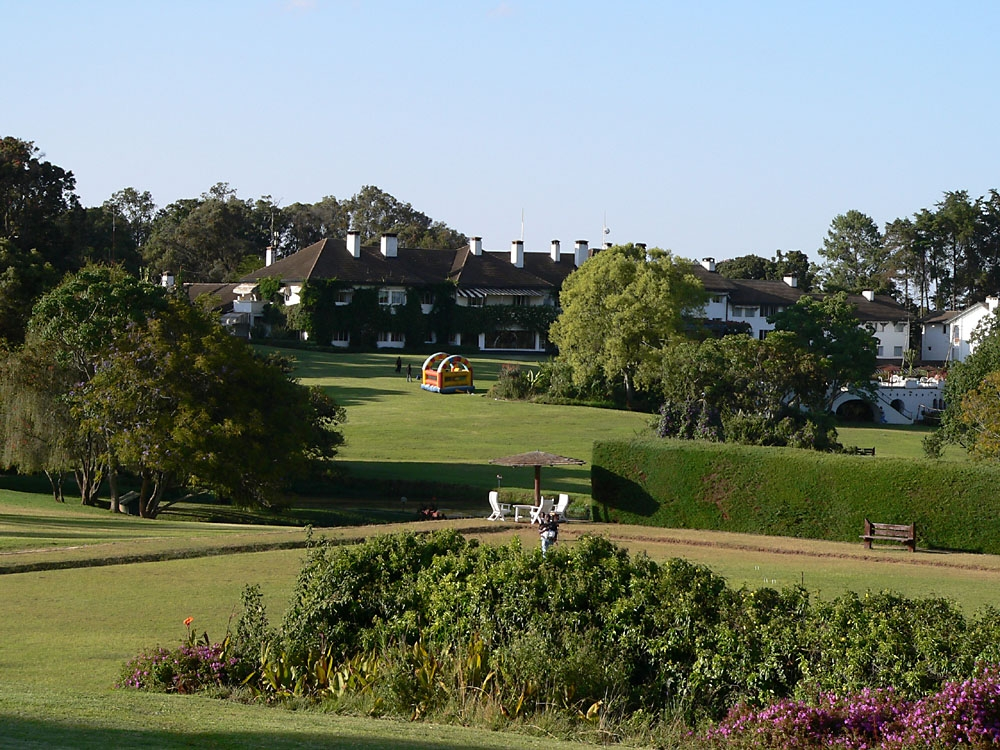

## اقليم
| داده‌های اقلیم نانيوكی   | داده‌های اقلیم نانيوكی | داده‌های اقلیم نانيوكی | داده‌های اقلیم نانيوكی | داده‌های اقلیم نانيوكی | داده‌های اقلیم نانيوكی | داده‌های اقلیم نانيوكی | داده‌های اقلیم نانيوكی | داده‌های اقلیم نانيوكی | داده‌های اقلیم نانيوكی | داده‌های اقلیم نانيوكی | داده‌های اقلیم نانيوكی | داده‌های اقلیم نانيوكی | داده‌های اقلیم نانيوكی |
| ماه                     | ژانویه                | فوریه                 | مارس                  | آوریل                 | مه                    | ژوئن                  | ژوئیه                 | اوت                   | سپتامبر               | اکتبر                 | نوامبر                | دسامبر                | سال                   |
| ----------------------- | --------------------- | --------------------- | --------------------- | --------------------- | --------------------- | --------------------- | --------------------- | --------------------- | --------------------- | --------------------- | --------------------- | --------------------- | --------------------- |
| میانگین بیش‌ترین °C (°F) | ۲۵ (۷۷)               | ۲۶ (۷۹)               | ۲۵ (۷۷)               | ۲۳ (۷۴)               | ۲۳ (۷۳)               | ۲۳ (۷۴)               | ۲۲ (۷۲)               | ۲۳ (۷۳)               | ۲۴ (۷۶)               | ۲۴ (۷۵)               | ۲۳ (۷۳)               | ۲۳ (۷۴)               | ۲۴ (۷۵)               |
| میانگین کم‌ترین °C (°F)  | ۷ (۴۵)                | ۸ (۴۷)                | ۹ (۴۹)                | ۱۱ (۵۱)               | ۱۰ (۵۰)               | ۹ (۴۸)                | ۸ (۴۷)                | ۸ (۴۷)                | ۸ (۴۶)                | ۸ (۴۷)                | ۹ (۴۹)                | ۸ (۴۷)                | ۹ (۴۸)                |
| بارندگی میلی‌متر (اینچ)  | ۱۰ (۰٫۵)              | ۲۰ (۰٫۹)              | ۵۰ (۱٫۸)              | ۱۲۰ (۴٫۷)             | ۸۰ (۳٫۲)              | ۵۰ (۲)                | ۷۰ (۲٫۷)              | ۷۰ (۲٫۶)              | ۵۰ (۱٫۹)              | ۶۰ (۲٫۵)              | ۹۰ (۳٫۴)              | ۴۰ (۱٫۵)              | ۷۰۰ (۲۷٫۵)            |
| منبع: Weatherbase       |                       |                       |                       |                       |                       |                       |                       |                       |                       |                       |                       |                       |                       |